# Duca dell'Infantado
Duca dell'Infantado è un titolo nobiliare spagnolo concesso dai Re Cattolici il 22 luglio 1475 a Diego Hurtado de Mendoza, II marchese di Santillana.
Nel 1520 al titolo fu concesso il Grandato di Spagna di prima classe. Dà nome alla Casa dell'Infantado.
Nel 1479, i Re Cattolici crearono anche il titolo di conte di Saldaña, affinché fosse assegnato agli eredi del duca dell'Infantado.
In questo momento, il figlio ed erede di Diego Hurtado de Mendoza era Íñigo López de Mendoza y Luna, che divenne quindi il I conte di Saldaña (successivamente, divenne il II duca dell'Infantado).
A partire da tale data, tutti gli eredi del ducato furono conti di Saldaña, portando anche il titolo di marchesi di Santillana, primo titolo che portava la famiglia Mendoza.

## Duchi dell'Infantado

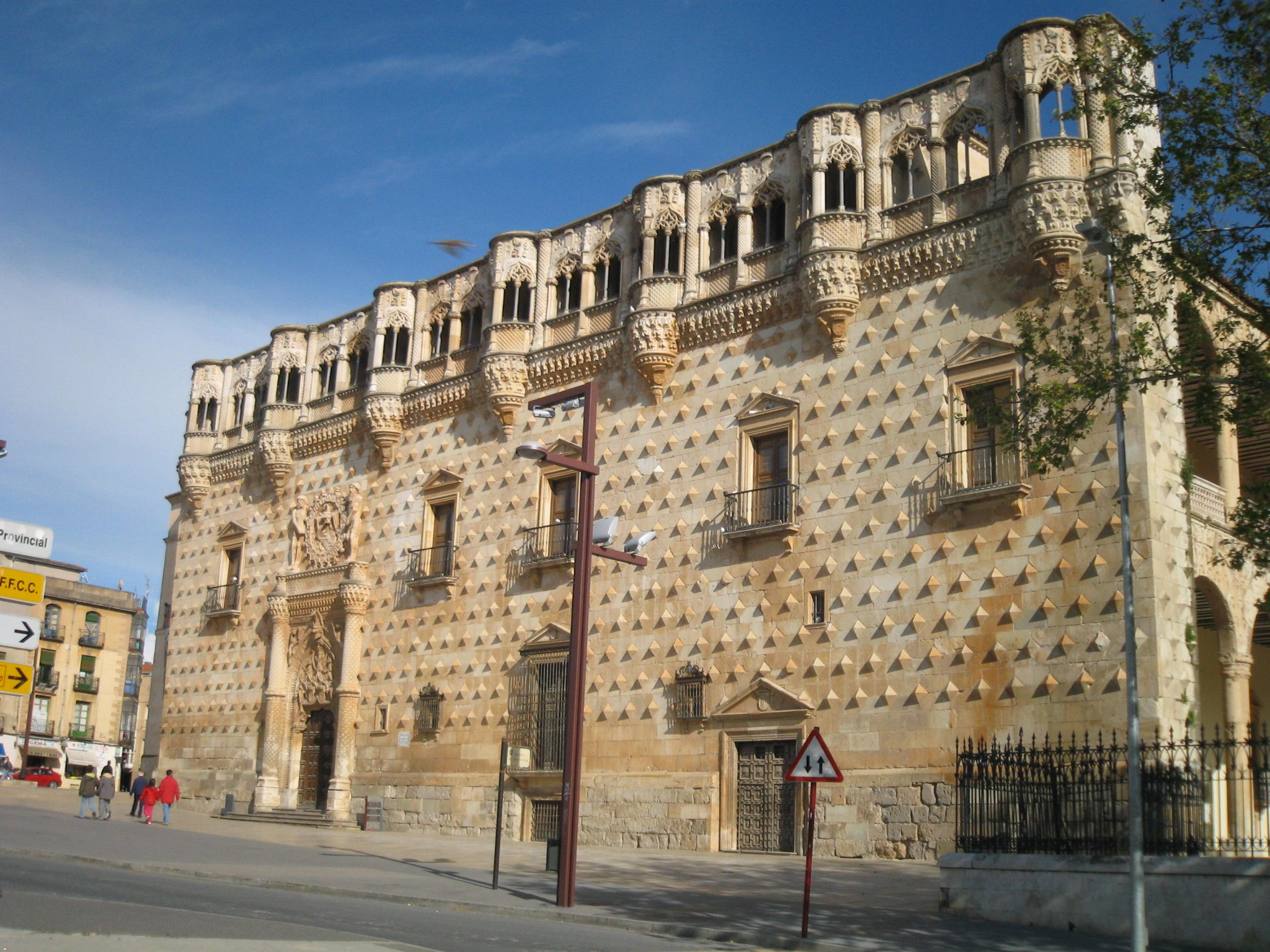
Palazzo dei duchi dell'Infantado, Guadalajara.

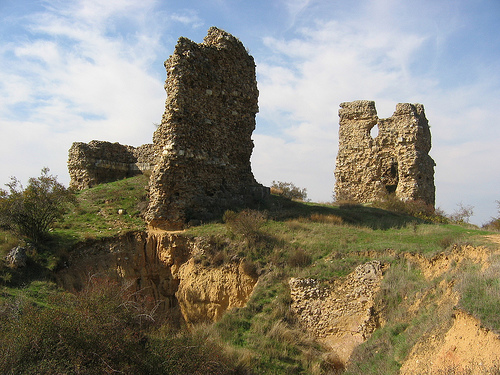
Castello di Saldaña, secolo X, ricostruito dai duchi dell'Infantado nel secolo XV. Attualmente in rovina.

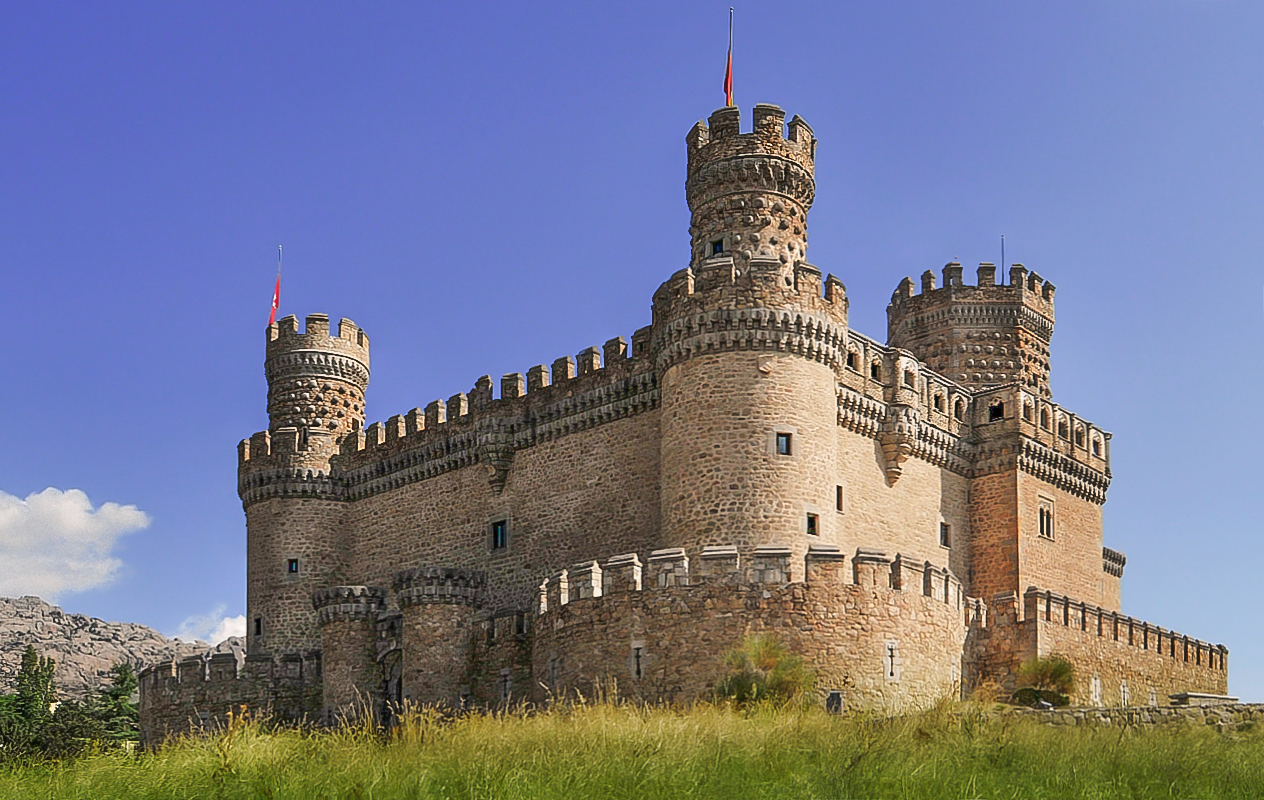
Castello di Manzanares el Real. Costruito per i duchi dell'Infantado, secolo XV.

|                                                           | Titolare                                                  | Periodo                                                   |
| Creazione fatta da Ferdinando V e Isabella I di Castiglia | Creazione fatta da Ferdinando V e Isabella I di Castiglia | Creazione fatta da Ferdinando V e Isabella I di Castiglia |
| --------------------------------------------------------- | --------------------------------------------------------- | --------------------------------------------------------- |
| I                                                         | Diego Hurtado de Mendoza                                  | 1475-1479                                                 |
| II                                                        | Íñigo López de Mendoza                                    | 1479-1500                                                 |
| III                                                       | Diego Hurtado de Mendoza                                  | 1500-1531                                                 |
| IV                                                        | Íñigo López de Mendoza                                    | 1531-1566                                                 |
| V                                                         | Íñigo López de Mendoza                                    | 1566-1601                                                 |
| VI                                                        | Ana de Mendoza                                            | 1601-1633                                                 |
| VII                                                       | Rodrigo Díaz de Vivar Gómez de Sandoval                   | 1633-1657                                                 |
| VIII                                                      | Catalina Gómez de Sandoval                                | 1657-1686                                                 |
| IX                                                        | Gregorio de Silva                                         | 1686-1693                                                 |
| X                                                         | Juan de Dios de Silva Mendoza                             | 1693-1737                                                 |
| XI                                                        | María Francisca de Silva                                  | 1737-1770                                                 |
| XII                                                       | Pedro de Alcántara Álvarez de Toledo y Silva              | 1770-1790                                                 |
| XIII                                                      | Pedro Alcántara Álvarez de Toledo                         | 1790-1841                                                 |
| XIV                                                       | Pedro de Alcántara Tellez-Girón                           | 1841-1844                                                 |
| XV                                                        | Mariano Téllez-Girón                                      | 1844-1882                                                 |
| XVI                                                       | Andrés Avelino de Arteaga                                 | 1882-1915                                                 |
| XVII                                                      | Joaquín de Arteaga                                        | 1916-1947                                                 |
| XVIII                                                     | Íñigo de Arteaga y Falguera                               | 1948-1997                                                 |
| XIX                                                       | Íñigo de Arteaga y Martín                                 | 1997-2012                                                 |

## Storia dei duchi dell'Infantado

### Casa di Mendoza
- Diego Hurtado de Mendoza, I duca dell'Infantado (1415/7–1479).
- Íñigo López de Mendoza y Luna, II duca dell'Infantado (1438–1500).
- Diego Hurtado de Mendoza, III duca dell'Infantado (1461-1531), "El Grande".
- Íñigo López de Mendoza, IV duca dell'Infantado (1493–1566).
- Íñigo López de Mendoza y Mendoza, V duca dell'Infantado (1566–1601), nipote.
- Ana de Mendoza y Enríquez de Cabrera, VI duchessa dell'Infantado (1554–1633), sposò Juán Hurtado de Mendoza de la Vega y Luna († 1624).
- Rodrigo Díaz de Vivar Gómez de Sandoval y Mendoza, VII duca dell'Infantado (1614–1657), viceré di Sicilia.
- Catalina Gómez de Sandoval y Mendoza, VIII duchessa dell'Infantado (1616–1686), sposò Rodrigo Díaz de Vivar de Silva y Mendoza, IV duca di Pastrana.
- Gregorio María de Domingo de Silva y Mendoza (1649-1693), IX duca dell'Infantado, V duca di Pastrana, duca di Lerma, duca di Francavilla, V duca di Estremera, V duca di Cea, principe di Melito, principe di Eboli, marchese di Santillana, marchese del Cenete, marchese di Algecilla, marchese di Almenara, marchese di Argüeso, marchese di Campoo, conte di Saldaña, conte del Real de Manzanares, conte del Cid, conte di Mandayona, conte di Miedes, Grande di Spagna, Gran Justicia del Regno di Napoli, rettore perpetuo di Simancas, Zurita e Tordesilla, cavaliere di Santiago, commendatore maggiore di Castiglia, consigliere di stato e di guerra, gentiluomo di camera del re Carlo II, Montero maggiore del re, capitano, ambasciatore straordinario a Parigi.

1. Si sposò nel 1666 con María de Haro y Guzmán, figlia di Luis Méndez de Haro Guzmán y Sotomayor de la Paz, VI marchese del Carpio, II conte di Morente, V conte e III duca di Olivares, II marchese di Eliche, I duca di Montoro, tre volte Grande di Spagna, Commendatore maggiore dell'ordine di Álcantara, Gran Cancelliere delle Indie, Alcaide de las Alcázares de Sevilla y Córdoba, cavaliere maggiore, gentiluomo di camera e primo ministro del re Filippo IV e suo gran privato, e di Catalina Fernández de Córdoba y Aragón, figlia minore di Enrique de Córdoba Cardona y Aragón, V duca di Segorbe, IV marchese di Comares, e della sua seconda sposa Catalina Fernández de Córdoba y Figueroa dei IV marchesi di Priego. Gli succedette il figlio:

- Juan de Dios de Silva y Mendoza, X duca dell'Infantado, XI marchese di Santillana, VI duca di Pastrana, duca di Lerma, duca di Francavilla, VI duca di Estremera, VI duca di Cea, principe di Melito, principe di Eboli, marchese del Cenete, marchese di Algecilla, marchese di Almenara, marchese di Argüeso, marchese di Campoo, conte di Saldaña, conte del Real de Manzanares, conte del Cid, conte di Mandajona, conte di Miedes, Grande de Spagna, Gran Justicia del Regno di Napoli.

1. Si sposò nel 1704 con la sua parente María Teresa de los Ríos Zapata y Guzmán, figlia di Francisco Diego Gutiérrez de los Ríos y Guzmán de los Ríos, III conte di Fernán Núñez, signore delle città di Bencalez e la Morena, e di Catalina Zapata de Mendoza Silva, figlia di Antonio Zapata y Suárez de Mendoza, I marchese di la Alameda, III conte di Barajas, VIII conte di la Coruña, e di Ana María de Silva y Guzmán, dei III duchi di Pastrana. Gli succedette sua figlia:

- María Teresa Francisca Alfonsa de Silva Hurtado de Mendoza y Sandoval de la Vega y Luna, de Silva Mendoza y Gutiérrez de los Ríos, XI duchessa dell'Infantado, duchessa di Pastrana, duchessa di Lerma, marchesa di Santillana, marchesa del Cenete, contessa del Real de Manzanares, contessa di Saldaña, principessa di Melito, principessa di Eboli, Grande di Spagna di prima classe, 1707-1770.

1. Si sposò nel 1724 con Miguel de Toledo y Pimentel, X marchese di Távara, conte di Villada, Grande di Spagna di prima classe, figlio di Antonio de Toledo Osorio dei VII marchesi di Villafranca del Bierzo, e di Ana María Pimentel de Córdoba, VIII marchesa di Távara, V contessa di Villada, figlia di Francisco Fernández de Córdoba Cardona y Recqueséns, VIII duca di Sessa, e di Ana María Pimentel de Córdoba, VI marchesa di Távara. Gli succedette il figlio:

### Casa di Álvarez de Toledo
- Pedro de Alcántara de Toledo Silva Mendoza Pimentel Enríquez de Guzmán de la Vega Sandoval Luna Cisneros Manzanedo Albornoz Ayala Fernández de Córdoba y de los Ríos (1729-1790), XII duca dell'Infantado, duca di Pastrana, duca di Lerma, XIII marchese di Santillana, XI marchese di Távara, marchese del Cenete, conte del Real de Manzanares, conte di Saldaña, principe di Melito, principe di Eboli, Grande di Spagna di prima classe.

1. Si sposò, in prime nozze, con Francisca Javiera de Velasco y Tovar, figlia di Bernardino IV Fernández de Velasco Pimentel, XI duca di Frías, XV conte di Alba de Liste, XV conte di Haro, VII conte di Peñaranda de Bracamonte, conte di Castilnovo, conte di Salazar, XVII conte di Luna, IV marchese del Fresno, IV visconte di Sauquillo, tre volte Grande di Spagna, XV maggiorasco e XXI signore della casa di Velasco della prima linea, XVII signore delle Valli di Soba, Ruesga, XII signore dello stato di Briviesca, XIII signore dello stato di Belorado, morto nel 1771, e di María Josefa Pacheco Téllez-Girón, figlia di Manuel Gaspar Alonso de Sandoval Téllez-Girón, V duca di Uceda, V marchese di Belmonte y Menosalbas, IV conte di la Puebla de Montalbán, Grande di Spagna di prima classe, gentiluomo di camera dei re Carlo II e Filippo V, nato a Madrid nel palazzo di Uceda, battezzato in Santa María de la Almudena, e di Josefa Antonia María de Toledo y Portugal degli VIII conti di Oropesa. Il primo matrimonio del XII duca dell'Infantado non ebbe successione.
2. Si sposò, in seconde nozze, a Madrid nel 1758 con la principessa María Anna von Salm-Salm. Gli succedette suo figlio:

- Pedro de Alcántara de Toledo y Salm-Salm (1768-1841), XIII duca dell'Infantado, duca di Pastrana, duca di Lerma, XIV marchese di Santillana, XI marchese di Távara, marchese del Cenete, conte del Real de Manzanares, conte di Saldaña, principe di Melito, principe di Eboli, Grande di Spagna di prima classe. Ebbe un figlio e una figlia naturali con Manuela Lesparre y Silva. Suo figlio naturale, in seguito legittimato, fu Manuel Álvarez de Toledo y Lesparre. Gli succedette:

### Altre famiglie
- Pedro de Alcántara Téllez-Girón y Beaufort Spontin (1810-1844), XIV duca dell'Infantado, XV conte di Belalcázar, XIV duca di Béjar, XI duca di Mandas y Villanueva, XVI conte e XIII duca di Benavente, XIV duca di Plasencia, XIII duca di Arcos, XV duca di Gandia, XI duca di Osuna, XI duca di Lerma, XI duca di Francavilla, XIII duca di Medina de Rioseco, XV marchese di Gibraleón, ecc.. Celibe, senza discendenza. Gli succedette suo fratello:
- Mariano Téllez-Girón y Beaufort Spontin (1814-1882), XV duca dell'Infantado, XII duca di Mandas e Villanueva, XV duca di Béjar, XVII conte e XIV duca di Benavente, XV duca di Plasencia, XII duca di Osuna, XVI duca di Gandía, XIV duca di Arcos, XII duca di Lerma, XII duca di Francavilla, XIV duca di Medina de Rioseco, ecc..

1. Si sposò con S.A.S. principessa Maria Eleonora zu Salm-Salm. Senza discendenza.

Alla morte del XV duca dell'Infantado, i numerosi titoli accumulati (ben 39) furono ripartiti tra vari familiari, alcuni dei quali anche lontani, in quanto la Corona non vedeva di buon occhio che una sola persona possedesse tanti titoli e tante proprietà. Il Ducato dell'Infantado fu aggiudicato a:
- Andrés Avelino de Arteaga Lazcano y Silva (1833-1915): XVI duca dell'Infantado, XII marchese di Armunia, XI marchese di Ariza, marchese di Santillana, XIV marchese di La Guardia (de Jaén), VII marchese di Valmediano, XI marchese di Estepa, XIX conte di Saldaña (per riabilitazione in suo favore nel 1893), IV conte di Corres, X conte di Santa Eufemia, X conte di la Monclova, ammiraglio di Aragona, XIX signore della Casa solare e del palazzo di Lazcano, sei volte Grande di Spagna.

1. Si sposò nel 1866 con María de Belén Echagüe y Méndez de Vigo, figlia di Rafael Echagüe y Bermimgham, I conte del Serrallo, e di Mercedes Méndez de Vigo y Osorio, figlia di Santiago Méndez de Vigo Sampedro Fernández Cueto e di Ana de Osorio Zayas Spínola y Benavides, VI contessa di Santa Cruz de los Manueles. Gli succedette suo figlio:

- Joaquín Ignacio de Arteaga y Echagüe Silva y Méndez de Vigo, (1870-1947), XVII duca dell'Infantado, XIII marchese di Armunia, XII marchese di Ariza, XII marchese di Estepa, XVIII marchese di Santillana, X marchese di Laula (per riabilitazione in suo favore nel 1913), IX marchese di Monte de Vay (per riabilitazione nel 1913), XII marchese di Vivola, XVI marchese di Cea, VIII marchese di Valmediano, XI marchese di la Eliseda (per riabilitazione in suo favore nel 1921), V conte di Corres, XI conte di la Monclova, X conte di Santa Eufemia, XVIII conte del Real de Manzanares, XX conte di Saldaña, XV conte del Cid, XX signore della Casa e del Palazzo di Lazcano, ammiraglio di Aragona, sei volte Grande di Spagna.

1. Si sposò nel 1894 con Isabel Falguera y Moreno, III contessa di Santiago figlia unica di José Falguera y Lasa, II conte di Santiago, e di Elisa Moreno y Moscoso de Altamira, figlia del colonnello José Moreno y Sopranis e di Sofía Moscoso de Altamira y Taboada, II contessa di Fontao. Gli succedette suo figlio:

- Íñigo de Loyola de Arteaga y Falguera (1905-1997), XVIII duca dell'Infantado, XIV duca di Francavilla (riabilitato in suo favore nel 1921), XIV marchese di Armunia, XIII marchese di Ariza, XIII marchese di Estepa, XIX marchese di Santillana, XVII marchese di Cea, X marchese di Monte de Vay, IX marchese di Valmediano, XIII marchese di Vivola, XIX conte del Real de Manzanares, XI conte di Santa Eufemia, XII conte di la Monclova, V conte del Serrallo, VI conte di Corres, XXI conte di Saldaña, XVII conte del Cid, IV conte di Santiago, XXI signore della Casa e del Palazzo di Lazcano.

1. Si sposò nel 1939, a Fuenterrabía, con Ana Rosa Martín y Santiago-Concha.
2. Si sposò nel 1959 con María Cristina de Salamanca y Caro, VI contessa di Zalzívar. Senza discendenza da questo matrimonio.

Gli successe il figlio del primo matrimonio:
- Íñigo de Arteaga y Martín (8 ottobre 1941-2012): XIX duca dell'Infantado, XV marchese di Armunia, XX marchese di Santillana, XIV marchese di Ariza, XXII conte di Saldaña, XX conte del Real de Manzanares, XIII conte di la Monclova, VII conte di Corres, XVIII marchese di Cea, X marchese di Valmediano, XIII marchese di Laula, V conte di Santiago, XXII signore della Casa e del Palazzo di Lazcano, ammiraglio di Aragona, cinque volte Grande di Spagna.

1. Si sposò con Almudena del Alcazar y Armada, figlia di Juan Bautista del Alcazar y de la Victoria, VII conte di los Acevedos, e di Rafaela Armada y Ulloa, figlia di Álvaro María de Armada y de los Ríos-Enríquez, VII conte di Revilla Gigedo.
2. Si sposò con Carmen Castelo Bereguiain.

Il XIX duca dell'Infantado aveva i seguenti figli:
1. Almudena de Arteaga y del Alcázar, XIX marchesa di Cea.
2. Iñigo de Arteaga y del Alcázar, XX marchese di Távara, VIII conte di Corres, XXIII conte di Saldaña (Madrid, 4 marzo 1969, + San Pablo de los Montes, 14 ottobre 2012; morto a seguito di incidente aereo)
3. Iván de Arteaga y del Alcázar, XVI marchese di Armunia.
4. Ana de Arteaga y del Alcázar, VI contessa di Santiago.
5. Carla de Arteaga y del Alcázar, XIV marchesa di Laula.

## Casa dell'Infantado
La Casa dell'Infantado fu una delle più prestigiose del basso medioevo della Castiglia e vi appartennero il famoso marchese di Santillana, padre del I duca dell'Infantado Diego Hurtado de Mendoza y Suárez de Figueroa, e il cardinal Mendoza.
Il figlio maggiore del duca dell'Infantado, chiamato a succedergli, recava il titolo di marchese di Santillana, in una specie di principato interno.

## Marinaleda
Il duca dell'Infantado era il maggior proprietario terriero del comune di Marinaleda. Mediante azioni di pressione sul popolo condotte dal sindaco Juan Manuel Sánchez Gordillo, si ottenne che parte di queste terre, cioè 1.200 ettari della tenuta di El Humoso, diventassero di proprietà pubblica e fossero messe a disposizione degli abitanti di Marinaleda: questo evento fu alla base del processo politico e sociale che si è prodotto in questo comune, che rappresenta, secondo alcuni, un esempio di alternativa al sistema capitalista.

## Titoli
- Ammiraglio di Aragona
- Duca di Francavilla
- Principe di Eboli
- Marchese di Santillana
- Marchese di Estepa
- Marchese di Tavara
- Marchese di Armunia
- Marchese di Monte de Vay
- Marchese di Valmediano
- Marchese di Laula
- Marchese di Vivola
- Conte del Serrallo
- Conte di Saldaña
- Conte di Corres
- Conte di Santiago de Cuba
- Conte di la Monclova
- Marchese di Eliseda
- Marchese di Ariza
- Marchese di Cea
- Conte di Real de Manzanares
- Conte del Cid
- Conte di Ampudia
- Signore della Casa di la Vega
- Signore della Casa di Lazcano
- Signore di Melgar de Fernamental

Tutti questi titoli rimangono vincolati alla famiglia.
Suor Cristina de Arteaga (1902-1984, monaca e superiora delle Geronimiti (Jerónimas) spagnole, con processo di beatificazione iniziato nel anno 2001) fu una storica meticolosa, che, oltre ad altri libri, scrisse la biografia familiare "La Casa del Infantado".

## La famiglia Mendoza

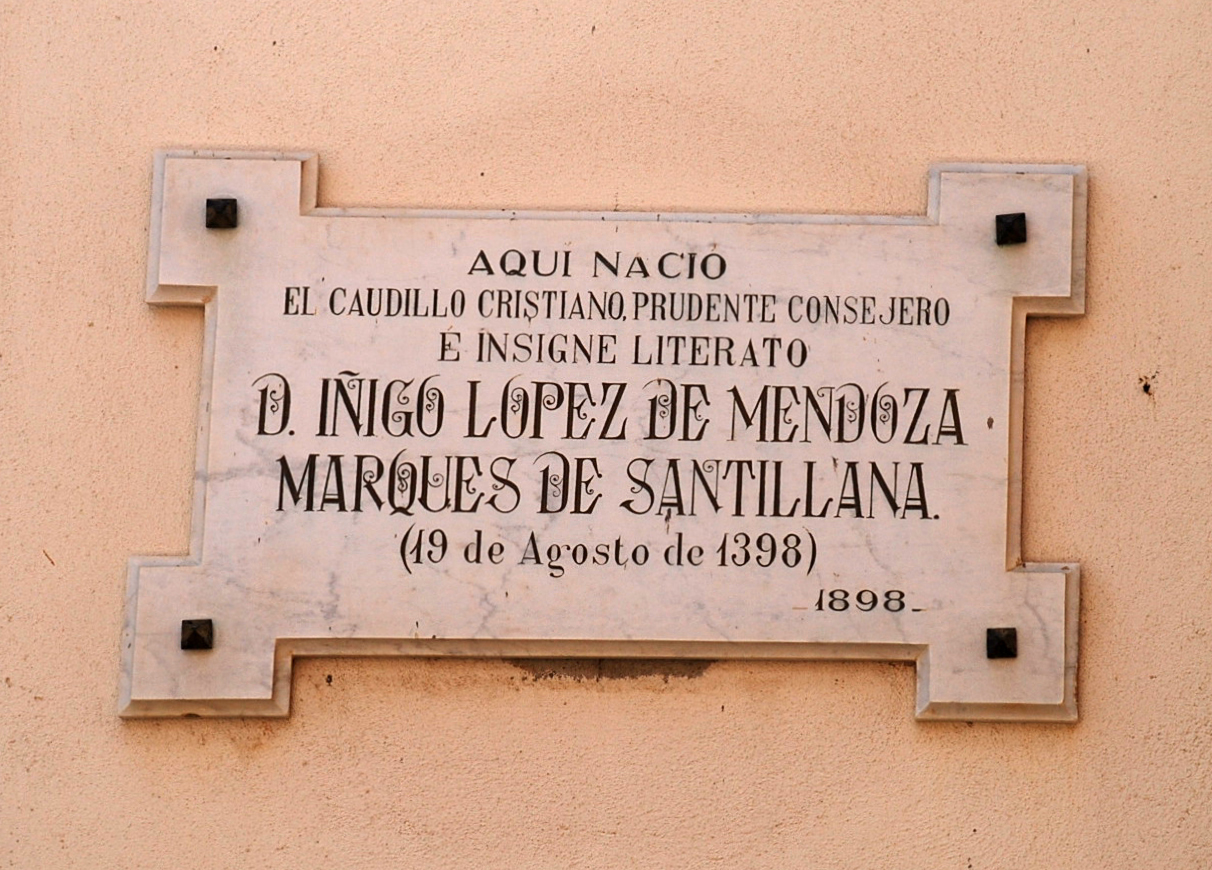
Targa commemorativa posta sulla casa natale di Íñigo López de Mendoza, marchese di Santillana, nato nel 1398 a Carrión de Los Condes (Palencia, Castilla y León).

La famiglia Mendoza, originaria di Mendoza (Álava), è stata ed è una delle più importanti e influenti famiglie della Storia di Spagna.
I suoi principali titoli nobiliari sono quelli di duca dell'Infantado e di marchese di Santillana. Secondo quanto narra lo storico spagnolo Luis Suárez nel suo libro «Nobleza y Sociedad», essa è una delle poche famiglie che erano già nobili prima del XIII secolo e che sopravvissero a tale secolo fatidico, costellato di epidemie di peste e di guerre civili.
Il personaggio più importante della famiglia è Íñigo López de Mendoza, che nacque a Carrión de los Condes nel 1398 e morì a Guadalajara nel 1458.
Come riconoscimento al suo contributo nella battaglia di Olmedo, Giovanni II di Castiglia lo riconobbe come marchese di Santillana e conte del Real de Manzanares. Nel 1435 fu egli ad iniziare la costruzione del castello del Real de Manzanares. Inoltre, fu uno dei più grandi poeti spagnoli del XV secolo.
Egli è l'autore del motto dei Mendoza: «Dar es señorío y recibir servidumbre».
Il suo successore Diego Hurtado de Mendoza (1417-1479) fu nominato duca dell'Infantado nel 1475, lo stesso anno in cui intraprese la costruzione dello splendido Palacio del Infantado nella città di Guadalajara.
Nel 1520 Carlo V indicò il titolo di duca dell'Infantado come uno dei primi 25 titoli che ostentavano la dignità di Grandi di Spagna.

## Crisi successoria
Ana de Mendoza, contemporanea del duca di Lerma, fece sposare sua figlia con il figlio di quest'ultimo, assumendo così il nome Sandoval y Rojas. Si aprì quindi una disputa dinastica che durò generazioni, fino al duca di Osuna Mariano Téllez-Girón, che morì in totale rovina e senza discendenza.
Il titolo fu ereditato da suo nipote, che inoltre presentava come suo erede il marchese di Ariza e Valmediano Andrés Avelino de Arteaga y Silva, discendente del ramo del VII duca, che aprì la causa.
Il suo attuale discendente è Íñigo de Arteaga y Martín, XIX duca dell'Infantado.

## Patrimonio storico-artistico
La Casa dell'Infantado ha attraversato diverse fasi, essendo particolarmente colpita dall'unione e dalla successiva separazione dal Ducato di Osuna. Le proprietà storiche più importanti sono il Palazzo dell'Infantado a Guadalajara, la Casa di Lazcano a Lazkao (Gipuzkoa) e il Palazzo di Barrena nel vicino villaggio di Ordizia, di stile herreriano, il Castello di Manzanares el Real e il Castello di la Monclova a Siviglia. A Madrid le sue ultime residenze furono ubicate nel Paseo del Prado e, successivamente, nella calle Don Pedro I (sede attuale della Escuela de Negocios CEU di Madrid).
L'archivio dell'Infantado è conservato presso l'Archivo Histórico Nacional.
Quando nel 1932 si censirono i beni agricoli dei Grandi di Spagna, la Casa dell'Infantado era ancora la nona proprietaria del paese, con 17.171 ettari.

## Giurisdizione signorile
Nell'Ancien Régime il duca dell'Infantado esercitò giurisdizione di signore sulle città di Itero del Castillo, Melgar de Fernamental, Padilla de Abajo, Tobar e Villasandino, che costituivano parte, nella loro categoria di città singole, del Partido de Castrojeriz, uno dei 14 che formavano la Intendencia de Burgos, durante il periodo compreso tra il 1785 e 1833, nel Censo de Floridablanca del 1787, con nomina di un sindanco ordinario.